# Marise Beaujon
Marise Beaujon (Lió, 12 d'octubre de 1890 - París, 16 d'agost de 1968) fou una soprano francesa.
Va debutar a l'Ópera Nacional de Lió el 1919 i el 1921 va ser contractada per la Grand Opéra de París. Al llarg dels anys vint i començament de la dècada de 1930 cantà en diversos teatres europeus, entre els quals el Gran Teatre del Liceu de Barcelona, on debutà el desembre de 1925, interpretant Faust, de Charles Gounod; hi tornà el novembre de 1930 per cantar Thaïs, de Jules Massenet.